# ロンドン国際芸術高校
ロンドン国際芸術高校（ロンドンこくさいげいじゅつこうこう、英: International School of Creative Arts）は、将来アートやデザインなどクリエイティブ分野への進学を目指す16歳以上の英国人及び世界各国の学生を対象とする世界唯一の芸術専科の寄宿制（ボーディングスクール）のインターナショナル・スクール。
2009年欧州最大の芸術大学であるロンドン芸術大学 (University of the Arts London) の付属校として設立。略称は ISCA でイスカと読む。
設立時の名誉校長には世界的シューズデザイナーのジミー・チューが就任。
2014年設立5周年を迎え、卒業生の進学先は名門セントラル・セント・マーチンズをはじめとしたロンドン芸術大学を含む地元英国の大学だけでなく、米国のパーソンズ美術大学やイタリアのマランゴーニ学院などにも広がり、世界の名門芸術大学入学に向けた独立国際高校となった。

## 概要
受入生徒の年齢は16歳以上の男女。約9割の生徒が寄宿生活。
2018年現在、世界25か国の学生が学ぶ。
2009年の設立から2019年までに25名の日本人学生がISCAに入学し、ISCA卒業後はロンドン芸術大学など世界の一流芸術大学に進学。
過去9年、イスカでロンドン芸術大学進学を希望した学生は100％進学。
2019年英国議会による『Best Practice Representative（英国の優れた功績機関）』 に選出。

## 立地・設備
ロンドンの玄関口ヒースロー空港から車で30分。ロンドン中心地までも車または電車で1時間。
ISCAは英国帝京学園のキャンパスを共同使用。
古典的なボーディングスクールが2・3人の相部屋であるのに対して、ISCAでは個々の学生のプライバシーを重んじ全学生に個室を提供。ほとんどの部屋には机・椅子やベッドなどの他にシャワー・トイレが完備されている。
食事は栄養管理の行き届いたメニューが提供され、特筆すべきは常時暖かい炊き立ての「ご飯」がメニューから選べること（しかも何杯でもおかわり自由）。
学生用の娯楽室には卓球台やビリヤード台があり、TV・ビデオ視聴スペースも用意されている。
スポーツ施設として、テニスコートやサッカーグラウンドのほかに室内プールやジム付き体育館を1年を通して利用できる。

## 教育課程

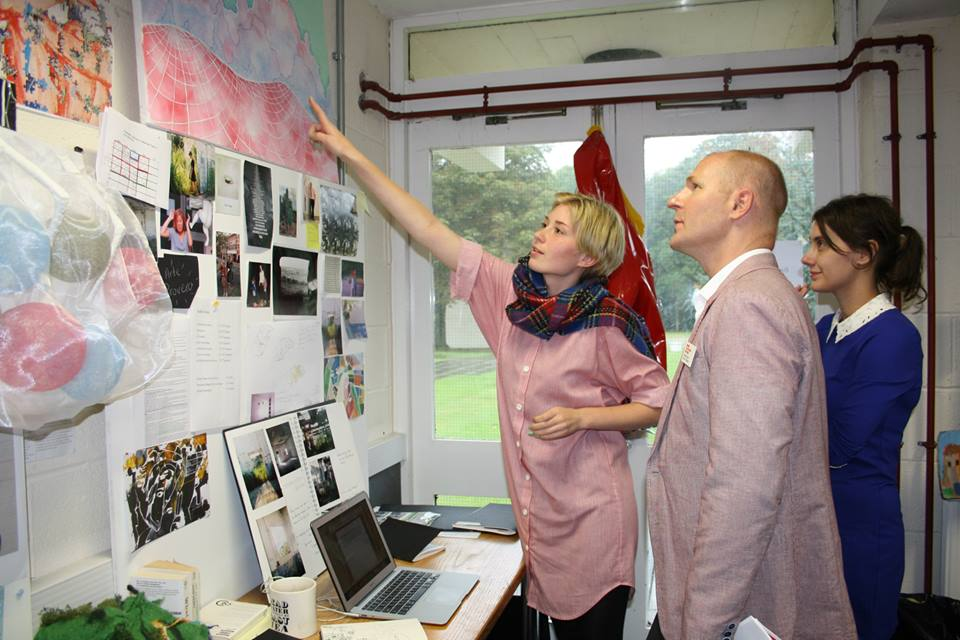
作品を評価している教員

英国高校課程　Aレベルコース（2年制）
中学卒業以上の学生を対象とする英国の高校課程。
履修科目はすべてアートおよびデザインの分野に特化。
履修・選択科目：アート・デザイン，フォトグラフィ，ファッション・テキスタイル， グラフィックデザイン，ICT

集中作品準備課程　ポートフォリオ・コース（1年制）
高校3年生以上を主な対象とし、芸術大学進学に必要な作品を集中的に学ぶコース。
またアートやデザイン分野へのキャリアチェンジを目指すAレベル課程の編入生も受け入れている。
Aレベルコースの2年目の学生とポートフォリオコースの学生は、ISCA在学中から週に1度ロンドン芸術大学の名門カレッジのセントラル・セント・マーチンズの授業を受講する。

## 世界の一流芸術大学への進学
Aレベルコースとポートフォリオコースを所定の成績で修了した学生にはロンドン芸術大学セントラル・セント・マーチンズ実施の3か月ファウンデーション・コース入学の道が開かる。
ファウンデーションコースは通常1年であるが、このセントマーチンズの3ヶ月ファウンデーションコースを受講できるのはISCA学生のみで、従来よりも丸々１年間早く学部に進学することを可能にした画期的なプログラムである。

## 進学実績・卒業生の進学先大学
2017年
- ロンドン芸術大学（イギリス）
  - セントラル・セント・マーチンズ - 16名
  - ロンドン・カレッジ・オブ・ファッション - 3名
  - ロンドン・カレッジ・オブ・コミュニケーション - 8名
  - チェルシー・カレッジ・オブ・アーツ - 3名
  - キャンバーウェル・カレッジ・オブ・アーツ - 1名
  - ウィンブルドン・カレッジ・オブ・アーツ - 2名
- AAスクール（イギリス） - 1名
- ゴールドスミス（イギリス） - 2名
- レディング大学（イギリス） - 1名
- レイベンズボーン（英語版）（イギリス） - 2名
- パーソンズ美術大学（アメリカ） - 1名
- ロードアイランド・スクール・オブ・デザイン（アメリカ） - 1名
- サバンナ大学 アート&デザイン（英語版）（アメリカ） - 2名
- マランゴーニ学院（英語版）（イタリア） - 1名
- Nuova Accademia di Belle Arti（イタリア） - 1名
- ギャップイヤー - 1名

2016年
- ロンドン芸術大学（イギリス）
  - セントラル・セント・マーチンズ - 14名
  - ロンドン・カレッジ・オブ・ファッション - 6名
  - ロンドン・カレッジ・オブ・コミュニケーション - 3名
  - チェルシー・カレッジ・オブ・アーツ - 2名
  - キャンバーウェル・カレッジ・オブ・アーツ - 1名
  - ウィンブルドン・カレッジ・オブ・アーツ - 3名
- スレード・スクール・オブ・ファインアート（英語版）（イギリス） - 1名
- ゴールドスミス（イギリス） - 1名
- ミドルセックス大学（イギリス） - 3名
- ウェストミンスター大学（イギリス） - 3名
- レイベンズボーン（イギリス） - 1名
- キングストン大学（イギリス） - 1名
- バーミンガム・シティ大学（英語版）（イギリス） - 1名
- マランゴーニ学院（イタリア） - 3名
- ギャップイヤー - 1名